# 艾塞克斯縣 (麻薩諸塞州)
艾塞克斯縣（英語：Essex County）是美国麻薩諸塞州東北部的一個郡，北鄰新罕布什尔州，東臨大西洋，面積2,146平方公里。根據2020年美國人口普查，共有人口80萬9,829人。縣治有二：塞勒姆（Salem）和勞倫斯（Lawrence），惟自1999年起已無縣政府，政府職能由州政府行使。
該縣成立於1643年5月10日，是該州原始的縣之一。縣名來自英国的埃塞克斯郡。

## 歷史
美國麻薩諸塞州州長埃爾布里奇·格里（Elbridge Thomas Gerry）為確保民主共和黨在州議會選舉贏得更多議席，在1812年劃分艾塞克斯縣選區成蠑螈狀，導致了「傑利蠑螈」（英語：gerrymandering）這個詞。

## 人口
根據美國2000年人口普查，全县共有人口723,419人，平均每平方公里558人。全县共有275,419户，其中185,081户住在县内。七十多万人口中，有86.44%是白人，2.60%是非裔美国人，另有2.34%是亚裔人。以英语、西班牙语、法语为第一语言的人数分别占总人口的80.8%、10.2%和1.4%。
全县家庭收入中值为63746美元。男性收入中值为44569美元，女性则为32369美元。人均年收入为26538美元。
福布斯杂志曾在2006年把艾塞克斯县评选为全美商品性价比最低的几个地区之一。较高的生活费用和昂贵的住房是艾塞克斯县上榜的主要原因。

## 政治
| 年份 | 共和黨        | 民主党        |
| ---- | ------------- | ------------- |
| 2004 | 40.5% 135,114 | 58.2% 194,068 |
| 2000 | 35.4% 110,010 | 57.5% 178,400 |
| 1996 | 30.6% 89,120  | 58.7% 171,021 |
| 1992 | 31.7% 102,212 | 43.6% 140,593 |
| 1988 | 48.6% 148,614 | 49.7% 151,816 |
| 1984 | 54.8% 162,152 | 44.8% 132,353 |
| 1980 | 43.8% 130,252 | 39.0% 116,173 |
| 1976 | 41.6% 125,538 | 55.0% 165,710 |
| 1972 | 46.5% 138,040 | 53.0% 157,324 |
| 1968 | 35.4% 99,721  | 61.0% 171,901 |
| 1964 | 25.3% 71,653  | 73.4% 210,135 |
| 1960 | 42.9% 126,599 | 56.9% 167,875 |